# 1990年安庆长江海损事故
1990年安庆长江海损事故，官方稱“安慶市‘一·二四’特大船舶相撞事故”，是中華人民共和國一宗嚴重水上交通事故，發生於1990年1月24日。

## 事故经过
1990年1月24日（己巳年腊月二十八）上午5时30分，一艘载有150人的渡船从安徽省池州地区东至县杨桥乡杨套村杨套渡口准备开往安庆市迎江区安庆西门渡口，准备前往安庆四眼井菜市场卖菜。上午6时00分，该渡船驶过长江中心航道线，遇到轻雾，遂向正北方向行驶。6时14分，江面能见度急剧下降，不足50米，渡船船主关闭发动机，渡船顺水漂流。
与此同时，南京长江航运公司所属“大庆407”号油轮刚刚驶离安庆石化总厂第五号码头，开往湖北黄石。6时37分，因大雾驶入“东至挂114”号附近水域停留，此后多次变换车速。6时44分，“大庆407”号刚起动，就与迷航漂流的“东至挂114”号发生相撞，“东至挂114”号向左倾覆后沉没，船上80人死亡，32人失踪。

## 救援
事後，安慶市人民政府、池州地區行政公署、長江輪船總公司有關人員與安徽省人民政府、交通部合作，迅速組織打撈工作，併成功救出38人。

## 事故原因

### 氣候條件
事發地從1月24日上午6時開始發生局部濃霧，導致能見度不及50米。兩船無法及時發現對方。

### 主觀原因

#### 渡船
- 渡船嚴重超載[1]；
- 客貨安排不當[1]；
- 冒險航行[1]；
- 人為違章駕駛[1]；

#### 油輪
- 未採取安全措施[1]。

## 伤亡
80人死亡，32人失踪，另有38人生還。

## 善后
- 安徽省人民政府、交通部對兩條船的負責人進行處理[1]。
- 當地政府對相關負責人進行刑事處罰[1]。
- 經池州地區行政公署批准，杨套渡口自1990年5月30日起，不再承擔輪渡業務[3]。